# V怪客
是一部於2005年上映的反烏托邦政治驚悚電影，由詹姆斯·麥克特格執導，華卓斯基姐妹編劇，劇情改編自大衛·勞埃德與阿蘭·摩爾創作的同名1988年DC漫畫，並由雨果·威明、娜塔莉·波曼、史蒂芬·雷與约翰·赫特等人主演。該片的背景設定在一個架空的未來——受到新法西斯主義統治的倫敦，講述自由鬥士V（威明飾演）反抗極權政府北方之火的故事。
《V怪客》的製片作業始於1988年，當時製片人喬·西佛取得了原著漫畫的電影改編權。該片的主體拍攝於2005年3月至6月間進行，取景地包含德国波茨坦的巴貝爾堡攝影棚以及英國倫敦的奧德維奇站和威斯敏斯特大教堂等地。
《V怪客》所獲評價多為正面，並以5,400萬美元的製片預算在全球收穫逾1.32億美元的票房。此外，《V怪客》還因片中的諸多爭議性題材——如同性戀議題等——而引起各方爭論。該片入圍了多個獎項，如土星獎最佳科幻電影獎及雨果獎的雨果獎最佳戲劇表現獎等，而演員娜塔莉·波曼則拿下了土星獎最佳女主角獎。

## 劇情

圖為電影中統治倫敦的極權政府——北方之火的標誌

該片的背景設定在2020年，此时的英国由一个受法西斯政党“北方之火”控制的极权政府统治。艾薇·哈蒙德是一名年輕的勞工階級女子，在一次違反宵禁外出時遭一群「Fingermen」成員圍堵，当他们正欲图谋不轨之时，一名戴着盖伊·福克斯面具的男子将艾薇从他们的手中救了出来。他自稱「V」。随后，被政府视作恐怖分子的V带着艾薇登上了附近一座建筑的屋顶，观赏他在柴可夫斯基的《1812序曲》的伴奏中炸毁奧卑利的场景。恐慌的独裁当局向民众宣称这是一次政府事先计划的旧楼爆破。但很快，V就潜入国营电视台——英國電視網（BTN），透過当局的宣传机器澄清了真相。同时，V呼吁全英国的民众在一年后的11月5日站出来，与他一起在英国國会大厦前示威以反抗独裁统治，並暗示他将在那一天摧毁國会大厦。
之后，在政府电视台英国电视网工作的艾薇帮助V从电视台逃脱。V带着艾薇来到了被他称为「影子画廊」（Shadow Gallery）的家，并热情招待了她。V告诉艾薇，出于她的安全考虑她必须藏在这里。然而，当艾薇得知V已杀死了政府的代言人刘易斯·普罗瑟羅（Lewis Prothero），并试图暗杀其他政府高官时，感到惊骇和厌恶的她决定离开V。为了离开影子画廊，艾薇告诉了V自己的背景和经历，并向V询问有哪些事情她可效劳。于是V委派她假借满足安东尼·詹姆斯·利利曼（Anthony James Lilliman）主教的恋童癖的名义，进入这个腐化堕落的北方之火帮凶的卧室。
成功潜入卧室的艾薇试图向利利曼泄露V试图暗杀他的计划，但利利曼不理會。正当利利曼意欲不轨之时，V破门而入，下毒手殺了主教，而艾薇则趁乱逃脱。走投无路的艾薇決定躲在她在电视台的上司戈登·戴特里希（Gordon Deitrich）的家。在他的家中，艾薇惊讶地发现，戈登不仅收藏各种违禁的书籍和艺术品，还是一个未出柜的同性恋者——这些足以为他招来杀身之祸。不久之后，戈登通过在节目播出之前突然更改内容避开政府宣传部门的监控，在他主持的电视节目中大肆讽刺國家元首亞當·蘇特勒。一晚，秘密警察闯入戈登家抄家并殴打他，隨後将其逮捕。藏匿在他家中的艾薇也被抓走。
在长时间的关押中，艾薇受到严刑拷打。在牢房里，她发现了一名名叫瓦莱丽·佩奇（Valerie Page）的女子留下的纸条。在纸条中艾薇得知，瓦萊麗是一名之前同样被关押在此的囚犯，而政府迫害她的理由僅僅是瓦萊麗是一名女同性戀。在监禁期间，审讯者恐吓艾薇，如果她不招出V的身份或下落，摆在她面前的只能是死路一条，但艾薇却一直宁死不屈。然而在處決的前一刻，艾薇突然被告知她已经自由了。走出牢房的艾薇发现，之前她被監禁的地方居然正是V的住處，她在狱中的经历也是V安排的。V告诉艾薇，戈登因收藏被列為违禁品的古兰经而已遭杀害。V解释道，之所以让她遭受与他在拉克希爾拘留中心所经历的一样的折磨，是为了让她理解正義比自己的生命更重要。艾薇一度因为V对她的折磨而对他无比憎恨和厌恶，但很快，艾薇意识到，这段经历让她学会了以没有恐惧的心境生活，也让她能够回到正常的生活中去。艾薇亦從V口中得知，那位被關在監牢名叫瓦萊麗的女子確有其人，且瓦萊麗隔壁牢房當年所關的人即是V，艾薇所看的紙條即是瓦萊麗被監禁時傳遞給V的紙條，兩人皆為當年政府疫苗活體實驗計畫的受害者。在与V告别之后艾薇承诺，将会在下一个11月5日前再次与V见面。
与此同时，北方之火的調查部門「The Nose」的部長艾瑞克·芬奇（Eric Finch）總督察被蘇特勒指派前去调查V的身份。在调查的过程中，芬奇了解到了北方之火获得政权的完整过程和V的来历。14年前，由于美国在第二次内战之后的衰落，英国遭受了近乎毁灭性的打击。在一片混乱和绝望之中，极端保守的政党北方之火在上台之后透过一系列的恐怖极权措施重建了秩序：所有非基督徒及非异性恋者都被指为「国家公敌」，隨後人間蒸發。正当整个国家陷入叛亂之时，一场造成8万人死亡的生化恐怖襲擊成功觸發人民的恐慌情绪，使全国上下再次「团结」起来，使北方之火顺利地压制了所有反对意见，并在之后的大选中获選。而针对病毒的相关疫苗的发明也迅速终结了恐怖袭击的直接威胁。北方之火利用这一机会迅速将英国改造成为一个极权国家，党魁亚当·蘇特勒也成为了獨裁國家元首。
然而芬奇很快发现，当初所謂的生化恐怖袭击完全是北方之火为了夺取政权一手制造的大阴谋。为了制造病毒，他们利用羁押在拉克希尔拘留中心的異見人士及政治犯进行惨无人道的活体实验。V正是当年拉克希尔的48個人體试验品之一，不过他是唯一能侥幸逃脱一死的倖存者——残酷的折磨并没有侵蚀他的思想和意志，反而磨练了他超人般的体格和智慧。最后V纵火焚烧了拘留中心并趁机逃脱，不过他也付出了全身被嚴重烧伤的惨重代价。离开前，他发誓要报复北方之火政权，而他後來的名字V則是源自於他當時被監禁的5號牢房（羅馬數字中的5寫作V）。
接近11月5日时，V对北方之火的劣迹及暴行的揭露和谴责开始动摇政府的权威。人民开始相信V，并质疑他们是否应该继续受到这样的统治。为了加剧混乱，V开始有计划地向家庭和各种机构邮寄V的标准装束（包括面具、黑色礼帽和斗篷等）。与此同时，芬奇勘察了拉克希尔的旧址。很快地，芬奇发现，V甚至比北方之火自己更加了解这个政权和其中的每一分子。11月5日晚上，V再次与艾薇见面，并随后向她展示了一列裝满硝酸銨炸藥的廢棄倫敦地鐵列车。他将用这列列车准时摧毁议会大厦。他请艾薇亲手炸毁议会大厦，因为他认为最终的决定不该由他做出，而是应该将这一权力交给他一直试图唤醒与解放的大众中的一员。之后V前去面见北方之火现任党魁彼得·克里迪（Peter Creedy）。在他们先前的协定中，克里迪承诺将蘇特勒交由V处置，用以换取V的投降。克里迪在V面前槍殺了蘇特勒，但V卻没有按照约定投降。
面对克里迪和他的手下的强大火力，V仍然在戰鬥中勝出，並徒手掐死了克里迪，但自己也中了彈，重傷命危。临终前他感谢了艾薇。艾薇將他的遗体以花環鋪設，安放在装满炸药的地铁车厢中。當艾薇被芬奇发现時，她正準備啟動列车。但明白北方之火残暴腐敗的芬奇并未阻止艾薇繼續發動火车。由于掌握实权的總理和党魁已死，失去上級指挥的軍隊無法阻止成千上万戴着盖伊·福克斯面具、向议会大厦前行进的伦敦民眾通過。同一年前的奧卑利一样，國会大厦在无数扬声器广播的《1812序曲》樂聲中被炸毁。

## 角色

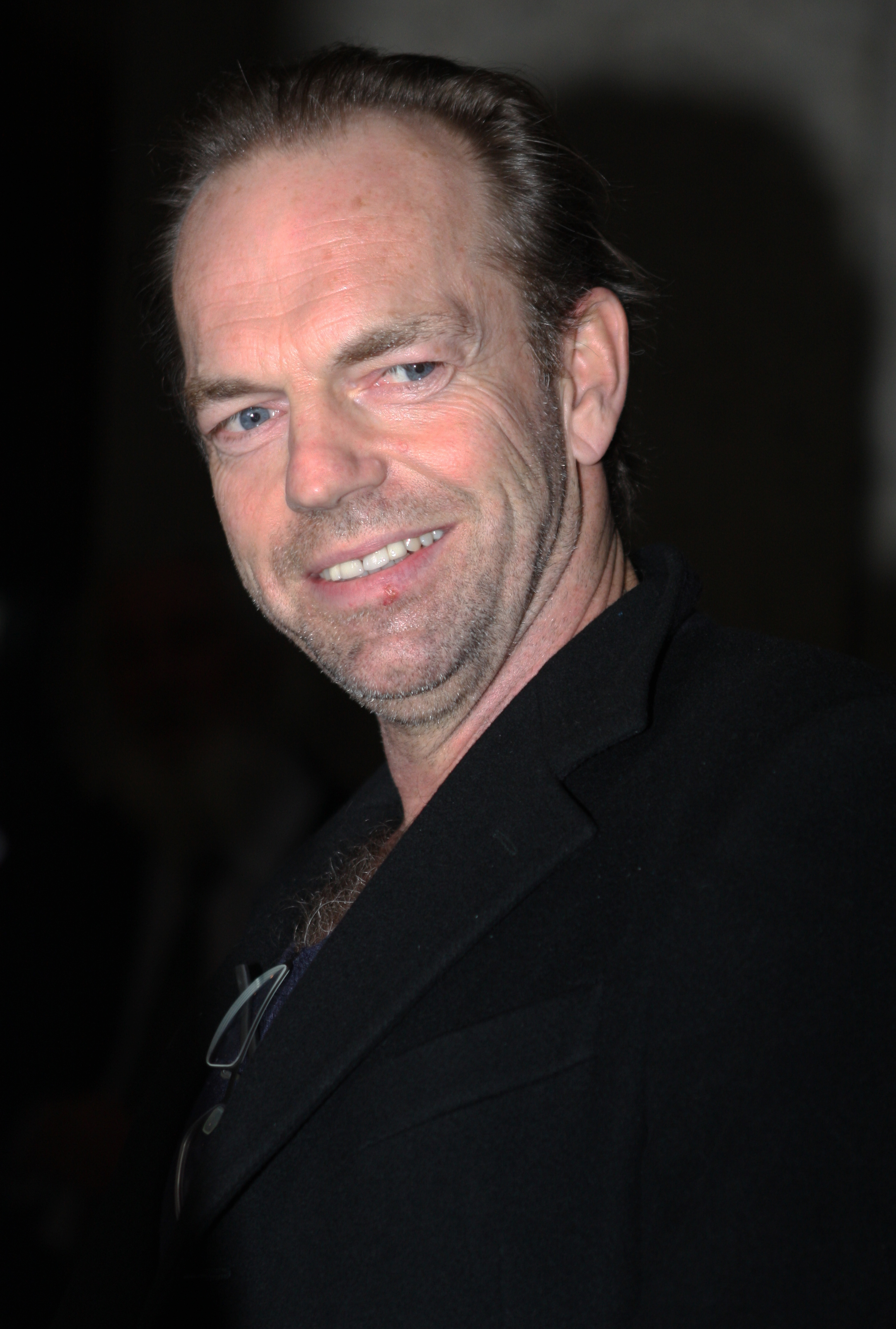
在片中飾演主角V的演員雨果·威明

- 雨果·威明饰演V，一名具有獨特魅力與高超武術的自由鬥士，戴著盖伊·福克斯面具，是北方之火為了進行活體實驗而找來的實驗體之一，計畫透過恐怖襲擊點燃革命，進而推翻當時掌權的極權政府。

原先飾演V一角的演員為詹姆斯·鮑弗，但他在電影开拍后六個星期便离开了剧组，理由是他無法忍受在整部電影中都戴着面具。取而代之的是曾在《駭客任務》系列與乔·西佛和沃卓斯基姐妹合作過的雨果·威明。不过，在片尾中仍可見到有幾個由詹姆斯·鮑弗飾演V的镜头，只不过配音的部分依然由雨果·威明負責。對於V這個角色，威明在受訪時表示，「他是個非常瀟灑、魅力十足又浪漫的人物，但他也有扭曲、受過創傷的一面。V終究只是個概念，稱不上一個真正的人」。
- 娜塔莉·波曼饰演艾薇·哈蒙德，一名年輕的勞工階級女子，在一次違反宵禁外出時被V所救，進而與他相識，且在之後加入了V的計畫。

导演詹姆斯·麦克特格與她的第一次合作是在電影《星際大戰二部曲：複製人全面進攻》（2002年），當時麦克特格是該片的助理导演，並對她的演技有很好的評價。在波曼被選上之前，其他候選演員還包含布莱斯·达拉斯·霍华德、史嘉蕾·喬韓森及綺拉·奈特莉等人。拍片過程中，波曼親自演出劇中剃光頭的戲碼，真的剪去了一頭秀髮，對此她在受訪時表示，「這是我早就想要卻又不太敢嘗試的造型，所以在片中落髮的時候，我還是哭得很難過」。另外，她也特地向方言学家芭芭拉·伯克里（Barbara Berkery）求教，以锻炼出一口如角色本人一般的標準英格兰口音英语，同時亦研究了梅纳赫姆·贝京的自傳及《地下氣象》（2002年）等电影。波曼認為，艾薇和她在《这个杀手不太冷》（1994年）中飾演的女主角玛蒂尔达·兰多（Mathilda Lando）有共同點：「艾薇和V之间关系的复杂程度，可媲美《这个杀手不太冷》中玛蒂尔德和莱昂（Léon）的关系」。
- 约翰·赫特饰演亞當·蘇特勒（英语：Adam Susan），前保守党籍下議院議員及国防次官。亚当·蘇特勒在创建北方之火后，透过一系列的阴谋成为整个英国事实上的獨裁者。

赫特在多年前曾出演過另一部反極權主義电影——根據乔治·奥威尔所著小說《1984》改編的同名1984年電影，飾演主人翁温斯顿·史密斯。
- 史蒂芬·雷（英语：Stephen Rea）饰演艾瑞克·芬奇（Eric Finch），新蘇格蘭場和調查部門「The Nose」的部長，負責調查V的案件，並在调查过程中不自觉的揭开了政府的罪恶黑幕。

雷对于政治和恐怖主义并不陌生，他的前妻多勒丝·普赖斯曾是爱尔兰共和军临时派的成员，还曾因为企图炸毁奧卑利而入狱。当被问及是否是因該片中的政治内容才前来参演電影时，雷回答说，「我认为如果这些只是漫画裡的事情，那也没什么有趣的。電影中的政治内容不过是故事的一个背景和线索罢了。当然我对政治也挺感兴趣。难道这有什么不可以吗？」
- 提姆·皮戈特-史密斯（英语：Tim Pigott-Smith）饰演彼得·克里迪（Peter Creedy），身兼北方之火的党主席和全英国秘密警察「The Finger」头目两职[12]。

- 艾迪·馬森饰演布莱恩·埃瑟里奇（Brian Etheridge），北方之火党内阁的成员與监听部门「The Ear」的首脑。

- 班·邁爾斯（英语：Ben Miles）饰演罗杰·达科姆（Roger Dascombe），蘇特勒手下的政府宣傳部门「The Mouth」的負責人[12]。

- 蓋·亨利饰演康拉德·海尔（Conrad Heyer），北方之火党内阁的成员兼录像监视部门「The Eye」的负责人。

- 鲁珀特·格雷夫斯饰演多米尼克·史東（Dominic Stone），总督察芬奇的副手。

格雷夫斯指出，「他（指史東）在電影中經歷了一段醒悟的過程」，並概述該角色「並不是一名偉大的夢想家。他總是放下一切，相信國家，但他和芬奇開始意識到他們的政府不如他們所想像的那麼美好」。
- 斯蒂芬·弗莱饰演戈登·戴特里希（Gordon Deitrich），一名脱口秀主持人及尚未出柜的同性恋者。多年以来，在极权政体的压制之下，他於电视上被迫隐瞒了自己的真实想法，後因協助艾薇而被警察暴力拘捕。

對於喜歡戈登這個角色的哪一點，弗莱在受訪時表示：「被揍！我以前從來沒有在電影裡演過被打一頓的角色，我對能被毆打至死感到興奮無比」。和他飾演的角色一樣，弗莱自己也是同性戀。
- 罗杰·阿伦（英语：Roger Allam）饰演刘易斯·普罗瑟罗（Lewis Prothero），被宣传机器吹捧为「伦敦之音」，北方之火政权的喉舌。

該角色被外界视为是对美国右翼政治评论家比尔·奥赖利和拉什·林博等人的戏仿。
- 约翰·史坦丁（英语：John Standing）饰演安东尼·利利曼主教（Bishop Anthony Lilliman），西敏寺的大主教，不仅贪污腐化，且还是一名恋童癖。

对于利利曼这个角色，斯坦丁评論道「我非常喜欢利利曼这个角色……因为他不仅极端残暴凶恶，还有点滑稽。这个角色很有趣」。
- 西内德·庫薩克（英语：Sinéad Cusack）饰演迪莉娅·萨里奇医生（Dr Delia Surridge），曾擔任拉克希尔拘留中心的首席医生，在V破壞拘留所後對自己的作為感到後悔，轉而擔任一名驗屍官。

- 娜塔莎·懷特曼（英语：Natasha Wightman）饰演瓦莱丽·佩奇（Valerie Page），瓦莱丽是众多北方之火眼中「不受社会欢迎的人」中的一员，是一名同性戀者。
  - 伊莫珍·蓋伊·波茨飾演年輕時的瓦莱丽[31]。

- 克利夫·阿什伯恩（英语：Clive Ashborn）饰演盖伊·福克斯[32]，真實歷史人物，於1605年策畫了炸毀英國議會大廈的火藥陰謀（以失敗告終），为V行动的灵感。

## 主題與解讀
製片人喬·西佛表示，該片重要的是傳遞一個概念：「人民不該害怕政府，政府應該畏懼人民的力量，自由萬歲！」導演詹姆斯·麥克特格也說，「我們感到這部小說對時下的政治氛圍頗有先見之明。它表現的正是當政府不再聽取民情，社會完全由政府管控時的情形。若領導者不再聽取人民的聲音，我不認爲片中的場景不會真實發生」。
《V怪客》將火藥陰謀設定為V行動的靈感來源，V在行動時間、用字遣詞及形象上都對其進行了參考。部分影評人認為，就V與愛德蒙·唐泰斯兩者之間的直接比較來看，電影整體與大仲馬的《基度山恩仇記》相似（在這兩個故事中，英雄跳脫不公司法和創傷的枷鎖，並耗費數十年光陰準備以新的身分對他的壓迫者展開報復）。幾位影評人及評論家指出，電影的故事和風格與卡斯頓·勒胡的《歌劇魅影》有所相似，並拿《歌劇魅影》的角色魅影和克莉絲汀·黛也間的關係與V與艾薇的關係來做比較。身為一部關於自由與國家之間鬥爭的電影，《V怪客》自許多經典的極權主義指標（包含納粹德國和喬治·歐威爾的《1984》）中擷取了部分或真或假的意象。《舊金山紀事報》的魯斯·史坦因指出，片中女同性戀瓦萊莉的悲慘遭遇使人聯想到納粹德國對同性戀的迫害及屠殺。
在部分影評人、政治評論家和媒體眼中，該片多次影射了美國政府周遭的事件，如片中拉克希爾拘留中心裡戴著頭套的囚犯，就被視為是對美軍虐待伊拉克戰俘事件的隱喻。國土安全部警報系統及非常規引渡也被認為是電影題材的參考對象之一。IGN的希拉蕊·戈德斯坦（Hilary Goldstein）認定，《V怪客》明確譴責了美國愛國者法案。當被問到片中的英國電視網（BTN）是否以福斯新聞頻道為原型時，導演麥克特格回答道「是的，但不只是福斯。隨便一家電視台都算是共謀。BTN一樣可以拿英國的天空新聞台來當做原型」。

## 製作

### 編劇
1988年，製片人喬·西佛取得了阿蘭·摩爾的兩部漫畫作品——《V怪客》及《守護者》——的電影改編權。在《威龍殺陣》（1989年）上映後，編劇希拉蕊·亨金受聘撰寫一部改編自《V怪客》的初步草稿。該草稿與原著漫畫的關聯性極少，並含有漫畫中沒有的諷刺和超現實主義的元素，且去除了漫畫裡多半的歧異，特別是在V的身分方面。沃卓斯基姐妹是《V字仇杀队》的忠实粉丝。早在1990年代中期着手拍摄（1999年）前，他们就根据原著小说的劇情写出了一份剧本草稿。在《駭客任務：重裝上陣》（2003年）和《駭客任務完結篇：最後戰役》（2003年）的后期制作期间，他们重拾了这部早已完成的剧本，并决定由詹姆斯·麦克特格擔任電影的导演。他们三人对原著的主题产生了浓厚的兴趣，认为这些内容正是当时的政治形势之下最热门且最富争议的话题。在修订剧本的过程中，沃卓斯基姐妹删减了一些故事情节使全片更加紧凑，并将電影的故事背景转移到了不久的将来。与此同时，他们又尽可能不破坏故事的完整性且不削弱原著的主题。

### 拍攝與設計

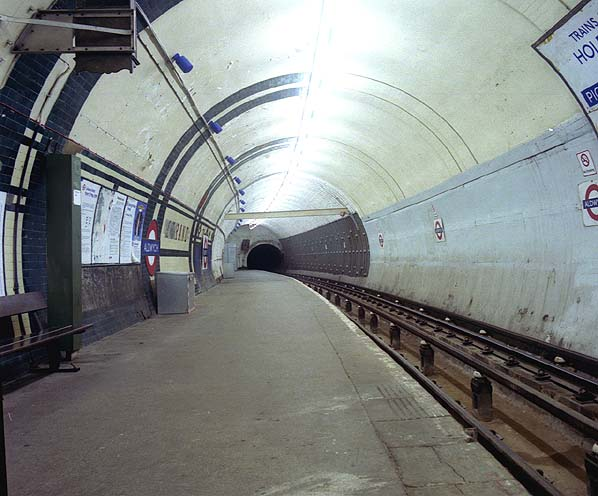
倫敦地鐵奧德維奇站從1994年起停用的西側月台，在電影中被布置為炸彈運輸列車出發的地點

該片的主體拍攝始於2005年3月，地點位在德国波茨坦的巴貝爾堡攝影棚。劇組花費10個星期在巴貝爾堡攝影棚進行拍攝作業，並在柏林拍攝了北方之火舉行集會的閃回片斷、拉克希爾拘留中心和利利曼主教的臥室等三個鏡頭。隨後，攝影作業移至英國倫敦進行，為期數個星期。劇本中，設置在廢棄的倫敦地鐵的鏡頭於已停用的奧德維奇站拍攝。《V怪客》是摄影师阿德里安·比德爾的最后一部作品，他于2005年12月7日因心脏病突发而去世。片中，V在影子画廊以成千上萬片西洋骨牌精心排列出「V」的圖案。為了拍攝該場景，韋卓斯西洋骨牌製作公司花費200個小時排列22,000個西洋骨牌。
为了保障能在威斯敏斯特大教堂顺利拍摄該片的最后一个镜头，从特拉法加廣場及白厅到议会大厦和大本钟之间的区域被封闭了三夜。每晚的封闭时间从午夜时分持续到次日凌晨五点。此為这一在安全上极其敏感的区域（該区域涵蓋了唐宁街10号和英国国防部等机构）首次因方便拍片而实施封闭。時任英国首相托尼·布莱尔之子尤安·布萊爾（Euan Blair）还曾为剧组工作过一段时间。据受访的斯蒂芬·弗莱称，尤安为他们拍摄这部空前的巨制提供了不少帮助。尤安因这一事件以及電影的敏感内容招致了來自下院议员大卫·戴维斯等人的批评。不过，該片的制片方否认尤安参与電影的拍摄与为了拍摄電影而破天荒的长时间封闭其敏感区域之间有任何联系。他们坚称，为了在拍摄期间获得封闭这一区域的许可，前后共花了9个月与14个不同的政府部门与机构进行谈判。電影於2005年6月8日殺青。導演麦克特格表示，在准备拍摄《V字仇杀队》期间，他从電影《阿爾及爾之戰》（1966年）中得到了颇多启发。
電影的畫面風格傾向於未來與復古的混合。拍攝中大量使用的灰色調使片中為極權主義所籠罩的倫敦給人沉悶滯重的印象。該片中搭建的最大一处布景是影子画廊。片中的影子画廊被刻意营造出了一种介于一般的地窖及圆顶地室之间的效果。影子画廊不仅是V的住所，也是他收藏为政府禁止的艺术品的展厅。由舞台設計師彼得·沃波爾（Peter Walpole）所率領的藝術設計部門表示，他在製作方面遇到的最大難題是取得複製影子畫廊中諸多藝術品的權利。
《V怪客》中的服裝部分由薩米·謝爾登（Sammy Sheldon）負責。麦克特格希望V的穿著能結合蓋·福克斯的17世紀服裝和槍手的元素。儘管如此，與福克斯相比，V的穿著顯得更加醒目，且帽子也較福克斯的還要小。同服裝，V所使用的匕首參雜了現代的風格。拍片部分，威明表示在受訪時，除了片尾V受傷流血的一場戲外，V的戲份都是由他本人帶著面具演出的。他也提到，V的面具和假髮戴起來非常悶熱，常讓他汗如雨下。由於V在全片中都戴著面具，劇組面臨到一個問題：如何生动刻画隐藏在没有表情的面具背后的V。为了弥补角色面部表情的缺失，電影对灯光、表演以及威明本人的声音等因素进行了强化，从而营造出一种与当时场景相吻合的气氛。为了避免面具遮挡威明的声音，剧组事先在他的发际线附近隐藏了一只微型麦克风，以便在后期制作期間進行處理。在后期制作期间，剧组又重新录制了V的全數对白。

## 音樂
| 評論得分 | 評論得分  |
| 來源     | 評分      |
| -------- | --------- |
| AllMusic | 3.5/5颗星 |

《V怪客》的原声带於2006年3月21日由星芒唱片发行。在原声带中，负责電影配乐的達利歐·馬利安內利所譜寫的原创歌曲佔其中的大多數。原声帶中还包括了三首在电影中出现的歌曲：朱莉·伦敦的《Cry Me a River》、貓女魔力翻唱地下丝绒的及安東尼與強森的《Bird Gerhl》。
而其他有在電影中出現，但未收錄於原聲帶中的音樂包含彼得·伊里奇·柴可夫斯基的1812序曲、伊桑·斯托勒的《BKAB》（於片尾字幕部分播放）、安東尼奧·卡洛斯·裘賓與史坦·蓋茲的《靜夜星空》和《伊帕內瑪姑娘》、理察·霍利的《長長的黑色列車》、淨化樂隊的《Out of Sight》（於片尾字幕部分播放）、滾石的《Street Fighting Man》（於片尾字幕部分播放）、貝多芬的《第五交响曲》以及烈酒公社的《The Beginning... at Last》。
| 曲目列表 | 曲目列表                                           | 曲目列表     | 曲目列表 |
| 曲序     | 曲目                                               | 演出者       | 时长     |
| -------- | -------------------------------------------------- | ------------ | -------- |
| 1.       | Remember Remember                                  |              | 6:42     |
| 2.       | Cry Me a River                                     | 朱莉·伦敦    | 2:48     |
| 3.       | ...Governments Should Be Afraid Of Their People... |              | 3:11     |
| 4.       | Evey's Story                                       |              | 2:48     |
| 5.       | Lust at the Abbey                                  |              | 3:17     |
| 6.       | The Red Diary                                      |              | 7:33     |
| 7.       | Valerie                                            |              | 8:48     |
| 8.       | Evey Reborn                                        |              | 3:50     |
| 9.       |                                                    | 貓女魔力     | 2:02     |
| 10.      | England Prevails                                   |              | 5:45     |
| 11.      | The Dominoes Fall                                  |              | 5:28     |
| 12.      | Bird Gerhl                                         | 安東尼與強森 | 3:17     |
| 13.      | 刀與子彈（還有加農炮）                             |              | 7:33     |
| 总时长： | 总时长：                                           | 总时长：     | 63:05    |

## 上映

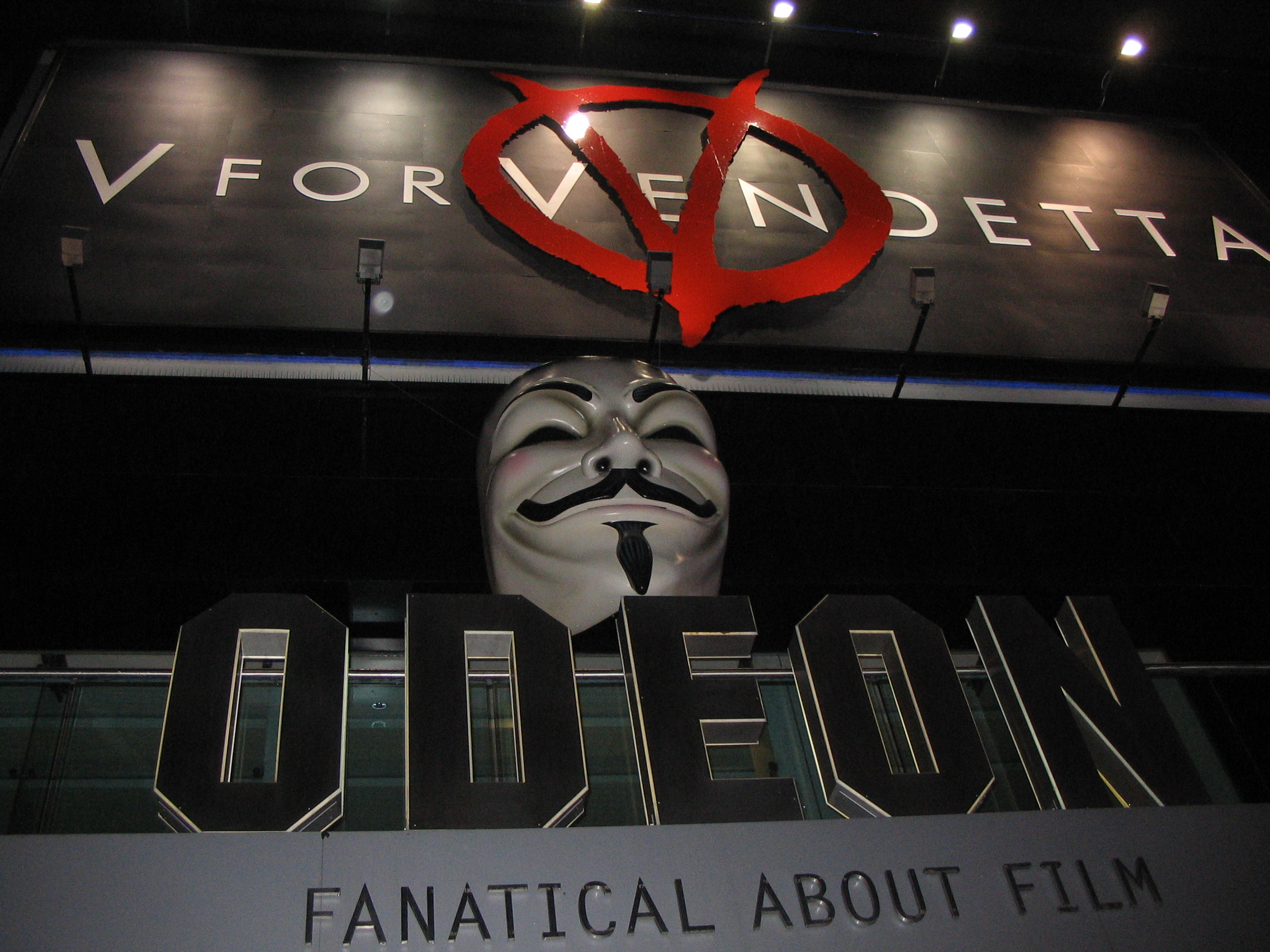
圖為《V怪客》於奧迪安電影院上映時，電影院門口的照片

該片原先計劃於2005年11月5日（火藥陰謀400週年紀念日）上映，但隨後則因故推遲，外界猜测这一推迟可能与2005年7月倫敦爆炸事件和未遂的2005年7月21日伦敦地铁爆炸案有關。不过制片方否认了这一说法，他们声称推迟上映日期是为了有更充裕的时间完成電影後期制作中的视觉特效部分。導演麥克特格也表示，他們並未因倫敦爆炸事件而刪減片中的橋段。《V怪客》於2005年12月11日在BNAT舉行大規模的首映禮，隨後則在2006年3月13日於柏林电影节上進行放映。2006年3月17日星期五，電影在美國院線上映，而同时开始上映的还有英国與其他六个国家。美國電影協會（MPAA）以片中有「激烈的暴力場面及一些髒話」為由將電影評為R級，意味著18歲以下觀眾需要有家長或成年監護人陪同才能觀看。

## 反響

### 評價
《V怪客》所獲評價多為正面。爛蕃茄上收集的240篇專業影評文章中，有175篇給予該片「新鮮」的正面評價，「新鮮度」為73%，平均得分6.8分（滿分10分），該網站的共識性評價寫道「《V怪客》不僅在視覺方面震撼人心，同時電影整體也發人深省，片中的政治言論也許會激起一些爭論，但其劇情和優秀的部分仍將受到歡迎」。而基於另一影評匯總網站Metacritic上的39篇評論文章，其中28篇予以好評，3篇差評，8篇褒貶不一，平均分為62（滿分100），綜合結果為「普遍良好的評價」。據CinemaScore進行的調查，觀眾的平均評價於A+至F間落於「B+」。
電視節目《伊伯特與羅珀》給予了電影「兩根向上的大拇指」的好評。《芝加哥太陽報》的羅傑·伊伯特表示，「《V怪客》中總是有些有意思的事情，它們邀請我們解讀角色及劇情，並將其中所傳遞的信息運用在現實世界中」。《At the Movies》的主持人瑪格麗特·普蘭茲與大衛·史崔頓說，儘管沒有看見威明的臉孔，但他的表現仍值得讚許。兩人還補充說，《V怪客》令人感到不安，場面使人想起納粹德國。《時代》雜誌的理察·科林斯表示，「無論你是愚者還是智囊團，你會發現片中的東西遵從著身為一本使人深思的優質小說應盡的職責——不停的挑戰你並找你麻煩」。
不過也有些影評人給予該片負評。英國廣播公司（BBC）的強納森·羅斯批評了電影，稱其為「可悲可嘆的敗筆」，他寫道「在華卓斯基姐妹的糟糕劇本和出奇惡劣的對白中，像約翰·赫特與史蒂芬·雷這樣爲人熟知又才華出衆的演員幾乎沒什麼表現機會」。《費城週刊》的西恩·伯恩斯（Sean Burns）給予電影「D」的差評，批評電影的政治內涵「黑暗又不成熟」。對於阿蘭·摩爾將他的名字從劇組名單裡刪去一事，伯恩斯認為這「不難看出為什麼」。BBC的安迪·雅各布斯給予《V怪客》2顆星（滿分5顆）的評價，認為該片「有些雜亂……其缺乏一個故事該有的驚悚部分及連貫性」。
片中角色V在由《Fandomania》評選的「100名最偉大的虛構人物」排行中名列第96名。《V怪客》在《帝國雜誌》於2008年所評選的「有史以來最偉大的500部電影」列表裡排在第418名。導演凱文·史密斯將電影列於2006年最佳電影列表中。WatchMojo.com將V排列在「十大電影中的恐怖份子角色」列表中的第九名，並將電影選為「十大視覺小說改編電影」裡的第四名。此外，《V怪客》還於同樣由該網站所評選的「十大DC漫畫改編電影」排名中名列第五。

### 票房
截至下檔日，《V怪客》在美國及加拿大地區共累積了7,051萬美元的票房，加上來自其他地區的6,200萬美元，全球票房共計1.325億美元，而其製片預算則是5,400萬美元。在美國，該片於上映首週末透過3,365家電影院進帳約2,564萬美元的票房，排名當週第一。《V怪客》也在北美的56家IMAX劇院放映，上映前三天的票房總額為136萬美元。經調查，首週末的男性觀眾佔60%。隔週末，該片進帳1,230萬美元，成績約為上週的一半，僅次於新上映的《臥底》（約2,900萬美元）排名第二。
該片在臺灣、瑞典、新加坡和菲律賓上映首週即登上票房冠軍，但整體來看，美國以外的市場並不捧場。除了北美以外，該片前五大的市場分別為日本（約854萬美元）、英國（約666萬美元）、西班牙（約543萬美元）、澳大利亞（約435萬美元）及法國（約420萬美元）。

### 榮譽

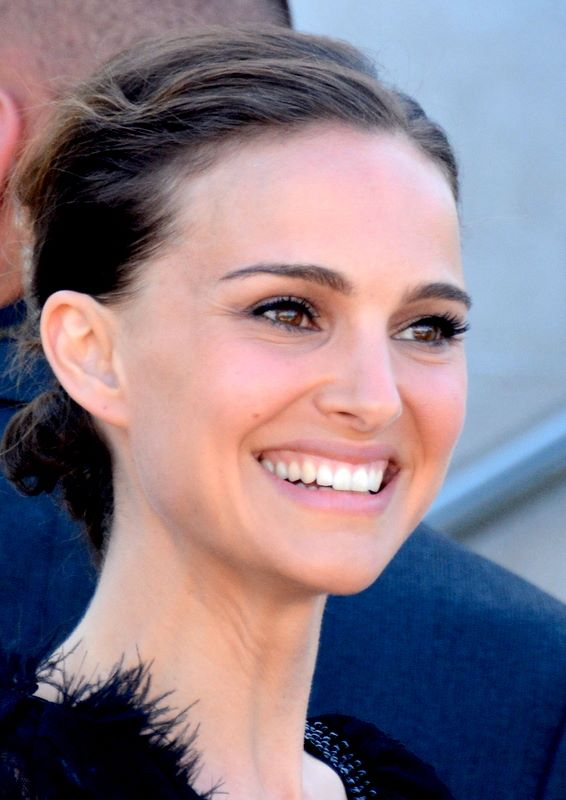
演員娜塔莉·波曼（圖）榮獲第33屆土星獎土星獎的土星獎最佳女主角得獎列表

娜塔莉·波曼於第33屆土星獎上榮獲最佳女主角獎，且電影還在該屆頒獎典禮入圍三項獎項：最佳科幻電影獎、最佳編劇獎（華卓斯基姐妹）和最佳服裝獎（薩米·謝爾登），而謝爾登還獲第9屆服裝設計師協會獎的奇幻電影類別的提名，但不敵《羊男的迷宮》的服裝設計師拉拉·亨特（Lala Huete）而未能得獎。《V怪客》在2007年雨果獎頒獎典禮中，奪得雨果獎最佳戲劇表現獎（長片）的提名，並入圍第18屆GLAAD媒體獎的傑出電影獎，但最終並沒有獲獎。
導演詹姆斯·麥克特格入圍了第19屆芝加哥影評人協會獎的最具前途導演獎，但敗給《追兇》的導演萊恩·詹森。歐文·派特森獲頒第11屆聖地牙哥影評人協會獎的最佳藝術指導獎，並拿下第11屆藝術指導協會獎的卓越美術執導獎（奇幻劇情長片）的提名。繼榮獲土星獎最佳女主角獎後，波曼還在2006年青少年票選獎頒獎典禮上獲提名最佳劇情/動作冒險電影女主角獎，且《V怪客》也在該屆頒獎典禮中入圍最佳動作冒險電影獎，但輸給了《神鬼奇航2：加勒比海盜》。

### 爭議
2006年4月7日，無政府主義的紐約地鐵聯盟組織了對DC漫畫及時代華納的抗議活動，指責它為了暴力場面和特效而排除了故事最初所傳達的信息。影評人理察·羅珀在電視節目《伊伯特與羅珀》上駁斥了基督教右派對該片的批評。
LGBT評論家讚許電影對同性戀者的正面描述。AfterEllen.com的影評人麥克·詹森（Michael Jensen）对电影中叙述瓦莱丽经历的段落设置给予了高度评价，認為其段落「不仅演员演技和角色的台词都相當出色，这样的场景设定本身（在好莱坞电影中）也已相当难得」，並稱《V怪客》是「有史以來最親同的電影」。世界社會主義網站的大衛·華許批評V的「反民主主義」行動，並寫道，由於人民沒有參與革命，以致他們無法創造出一個「嶄新、解脫的社會」。
2012年12月14日，《V怪客》於中國电影频道（CCTV-6，以下称CCTV-6）上播出，且完全未經審查，引發觀眾热烈討論。儘管許多人相信政府已禁播該片，但國家新聞出版廣電總局的發言人吳保安則聲稱他並不知道有什麼禁令；因CCTV-6有權就是否審查國外電影一事做出自己的決定。曾在央視工作的政治學家劉山鷹表示，該片可能是得到批准才播出，亦可能是央視自行決定播出的。劉山鷹推測，央視自行決定播出的可能性較大，並認為這可能是因央視「直覺中國將放鬆或改革電影審查制度」。
2020年8月15日，中国大陆的流媒体平台下架了该电影，豆瓣关于此电影的条目也被删除。

## 與原著漫畫的不同
電影的片長限制意味著劇情不得不從原著漫畫中省略或簡化部分角色、細節及主線劇情。IGN的希拉蕊·戈德斯坦指出，在原著漫畫中，艾薇是一名未受過教育的16歲女孩，且並不太打算起身反抗政府；而電影中的艾薇則是一名二十來歲、有主見且博學的女性，儘管有著悲慘的過去，她仍試著做出些大事。兩者間有著極大的差異。在原著漫畫中，艾薇為了餬口而與一名「Fingermen」成員進行性交易，而在後者正要姦殺她時，V出手救了艾薇，並帶她去看英國國會大廈被炸毀的景象，而艾薇也因此與V相遇；而電影中則描述艾薇在電視台工作，並在一次違反宵禁外出時遭一群「Fingermen」成員圍堵，這時V發現並解救了艾薇，且隨後帶著艾薇去觀望奧卑利被炸毀的景象。該片將亞當·蘇特勒設定為北方之火的領導人，遭到克里迪設計而死；而在原著漫畫中，北方之火的領導人的名字則是亞當·蘇珊，且是在遊行中遭蘿絲瑪莉·艾蒙德（Rosemary Almond）暗殺而死的。
在原著漫畫中，刘易斯·普罗瑟罗因主持他的廣播節目而有了「命運之音」（Voice of Fate）的稱號；而電影則在設定上做了些更動，將普罗瑟罗改成電視節目的主持人，而他的稱號也改為了「倫敦之音」。戈登·戴特里希在原著漫畫中是一名罪犯，藏匿艾薇並與她發生性關係，最後遭到黑幫謀殺；而電影則將他設定為艾薇在電視台的上司，同時也是一名同性戀，最終因他收藏的古蘭經副本而遭政府抓走。原著漫畫中，法西斯政府能在選舉中勝出是因為公眾的冷眼旁觀；而電影則將原由改為一種由北方之火研發並散播的病毒。北方之火以該病毒創造恐懼來控制國家。
由于自己既未参与剧本写作也未曾指导電影的拍摄，原著漫畫的作者阿蘭·摩爾坚持与該片划清界限。实际上，更主要的原因為沃卓斯基姐妹等人对他作品的改编引发的一系列争议。由于摩尔先前的出版商DC漫画的母公司华纳兄弟没有收回他们之前对摩尔支持該片拍摄的承诺，他甚至结束了与DC漫画的长期合作關係。摩尔认为電影的劇情存在着不少漏洞。他还一再申明该片曲解了他的原著作品。他认为電影并不是对原著中人类政治的两大极端无政府主义和法西斯主义对抗的反映，而是当下美国新保守主义与自由主义争斗的大银幕版本。最终也确实如摩尔所愿，他的名字并没有在電影的片尾字幕中出现。不过原著漫画的另一位作者大衛·勞埃德却对電影對原著所做的改编抱支持态度。他不仅对电影的剧本表示赞赏，还讽刺摩尔只欢迎毫厘不差按照他的小说拍摄的电影。雨果·威明於2005年6月1日的採訪中表示，「阿蘭·摩爾的作品針對的是過去的事情。原著漫畫諷喻的是柴契爾時代的英國……而我們的電影針對的是我們現在生活的世界。所以我認為這部電影和原著的故事本質上是不同的」。

## 家庭媒體
《V怪客》的DVD于2006年8月1日开始在美国发行。DVD於首週賣出約141萬份，共計收入2,768萬美元。截至2006年底，DVD已售出308萬份，銷售總額約為5,834萬美元。該片的通用媒體光碟於2006年7月31日發行，而HD DVD版本則於同年12月13日上市。2008年2月8日，华纳兄弟宣布，他们将在同年晚些时候发布電影的蓝光光碟版本。8月13日，《V怪客》的藍光版本於二區發行。

## 書籍
摩爾和勞埃德的原創視覺小說於2005年10月以精裝版重新發行。2006年1月31日，袖珍圖書出版社出版了根據華卓斯基姐妹所撰劇本改編的電影小說，該書由史蒂夫·摩爾編寫。西蒙·萬斯將電影小說錄製成有聲書，並由黑石音樂公司發行。曾與華卓斯基姐妹合作過的史賓賽·拉姆（Spencer Lamm）創作了一本介紹電影的「幕後製作過程」、名為《V怪客：從劇本到電影》（V for Vendetta: From Script to Film）的書籍，並由宇宙出版社在2006年8月22日出版。

## 後續影響
在《V怪客》上映後，片中主角V戴的蓋伊·福克斯面具開始被國際間許多抗議團體所廣泛採用。另外，該片也出現在美國作家約翰·葛林的2012年小說《生命中的美好缺憾》中。